# ساحل ایالتی کورونا دل مار

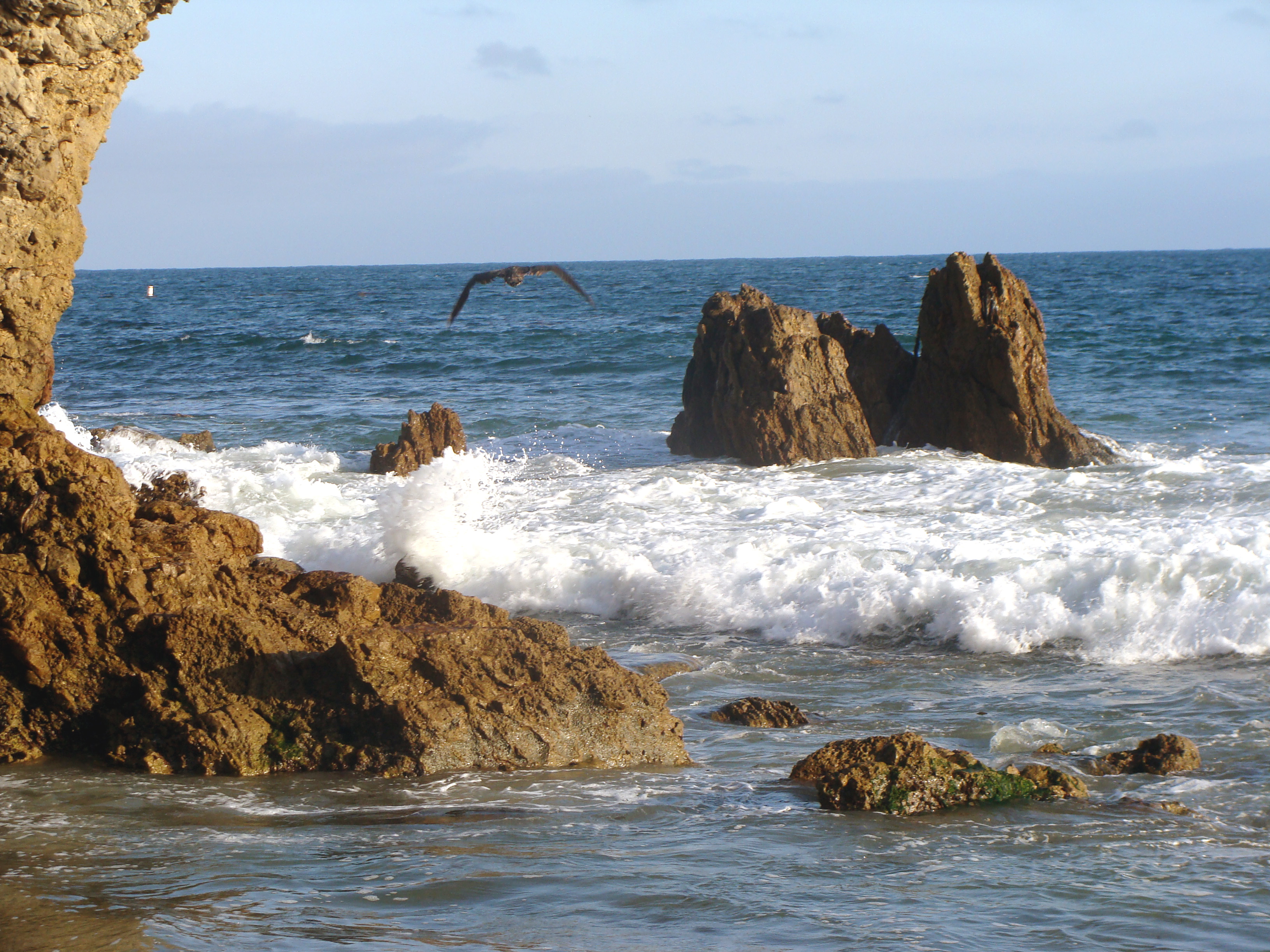

ساحل ایالتی کورونا دل مار (به انگلیسی: Corona del Mar State Beach) یکی از سواحل ایالتی کالیفرنیا است.
این پارک ساحلی در جنوب نیوپورت بیچ، کالیفرنیا واقع است.